# 徐铉

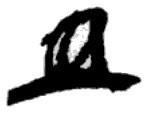
徐鉉的花押

徐鉉（916年—991年），字鼎臣，廣陵（今江蘇揚州）人。五代末宋初文學家、書法家。

## 生平
先世會稽人，後遷居廣陵。十歲能屬文，宅居栖霞寺侧。初仕南唐，歷官御史大夫、率更令、右散騎常侍，官至吏部尚书。工於書法，好李斯小篆。與弟徐鍇皆有文名，精於文字學，號稱“二徐”。又與韓熙載齊名，江東謂之“韓徐”。徐鉉好談神怪，有門客蒯亮乃江東布衣，寿九十餘歲，好大言夸誕，所言皆載《稽神錄》。
宋開寶七年（974年），宋太祖趙匡胤令大將曹彬伐南唐。徐鉉曾二度奉李煜之命使宋，謀求和平，告太祖曰：“煜事陛下，如子事父，未有過失，奈何見伐？”太祖道：“汝以为父子分两家，可乎？”铉不能对。十一月，徐铉、周惟简再次入奏，徐铉道：“李煜因病未任朝谒，非敢拒诏也，乞缓兵以全一邦之命。”其言極恳切，与太祖辯，反覆再三，声气愈厉。趙匡胤辯不過，拔劍而起，怒斥徐鉉：“不須多言！江南國主何罪之有？只是一姓天下，臥榻之側，不容他人酣睡！”徐鉉不敢再言。
徐铉奉旨与句中正、葛湍、王惟恭等同校《说文解字》，于雍熙三年（986年）完成并雕版流布，世称“大徐本”。
南唐亡後，隨李煜入觀宋太祖，命為率更令。累官至散騎常侍。博學多才，有一頭大象毙命，取胆不获。铉曰：“于前左足求之。”果得。召问铉，对曰：“象胆随四时在足，今方二月，故知之。”曾編纂《文苑英華》、《太平廣記》。978年，徐鉉奉宋太宗之命探視李煜，李煜嘆息：“當初我錯殺潘佑、李平，悔之不已！”徐鉉退而告之于太宗，太宗聞之大怒，賜李煜自盡。
淳化二年（991年）遭廬州女僧道安誣，被贬谪为静难行军司马（屬邠州）。邠州苦寒，無衣以御，终染風寒。八月二十六日“晨起，方冠带，遽索笔手疏，约束后事，又别署曰：‘道者，天地之母。’书讫而卒，年七十六。”

## 作品
著有《騎省集》（即《徐公文集》）三十卷，由女婿吳淑編集。又有《稽神錄》、《質疑論》等。

## 家族
- 曾祖：徐源
- 祖：徐徽
- 父：徐廷休，終官南唐衛尉寺卿、贈尚書省左僕射
- 弟：徐鍇
- 妻：王氏
  - 子：徐夷直，桃源令
  - 女：徐氏，適吳淑
  - 女：徐氏，適左贊善大夫高慎交
  - 女：徐氏，號十七娘

## 学生
- 吴淑，女婿
- 舒雅
- 杜镐[6]